# Động đất Ambunti 2023
Động đất Ambunti 2023 là trận động đất xảy ra vào lúc 4:04 (theo giờ địa phương), ngày 3 tháng 4 năm 2023. Trận động đất có cường độ 7,1 richter, tâm chấn độ sâu khoảng 62,6 km. Hậu quả trận động đất đã làm 8 người chết, 17 người bị thương.